# The Tower of Lies
The Tower of Lies is een stomme film uit 1925 onder regie van Victor Sjöström. De film is gebaseerd op het boek Kejsarn av Portugallien en Värmlandsberättelse van Selma Lagerlöf. In Nederland werd de film destijds uitgebracht onder de titels De Toren der Leugens en De Koning van Portugal.

## Verhaal
Jan is een hardwerkende boer, wiens zware leven enkel verlicht wordt door zijn vrouw Katrina en dochter Glory. Wanneer de landheer komt te overlijden, krijgt het gezin te maken met extreme armoede. Glory probeert haar ouders te helpen en vertrekt naar de grote stad om 300 dollar te verdienen. Ze wordt achtervolgd door de zoon van de landheer, die een poging doet haar te verleiden.
Glory verdient uiteindelijk 300 dollar door haar lichaam te verkopen voor geld. Eenmaal terug bij haar ouders overhandigt ze hen het geld. Jan is echter gechoqueerd als hij tot de ontdekking komt hoe ze aan dat geld kwam. Wanneer zij per boot vertrekt, komt hij haar achterna. Hij verdrinkt echter als hij van de pier valt. Glory is geschrokken en keert terug. Ze krijgt uiteindelijk een relatie met August, haar jeugdvriend.

## Rolbezetting
| Acteur          | Personage    |
| --------------- | ------------ |
| Norma Shearer   | Glory/Goldie |
| Lon Chaney      | Jan          |
| Ian Keith       | Lars         |
| Claire McDowell | Katrina      |
| William Haines  | August       |
| David Torrence  | Eric         |

## Achtergrond
Sjöström, Chaney en Shearer werkten een jaar eerder samen aan de film He Who Gets Slapped (1924). Hoewel hun eerste film een succes werd, werd The Tower of Lies slecht beoordeeld door critici. Omdat het uiteindelijk niet veel geld opbracht, besloot Shearer niet meer samen te werken met de twee.
Tegenwoordig wordt er vermoed dat de film verloren is gegaan. Er zijn nog altijd geen kopieën van teruggevonden.